# Све што је било лепо
„Све што је било лепо” је југословенски ТВ филм из 1976. године. Режирао га је Слободан Шијан а сценарио је написао Гордан Михић.

## Улоге
| Глумац                   | Улога               |
| ------------------------ | ------------------- |
| Драгомир Фелба           | Видоје              |
| Томанија Ђуричко         | Видојева жена       |
| Адем Чејван              | Видојев син         |
| Миодраг Андрић           | Младић у куглани    |
| Стојан Столе Аранђеловић | Човек са троје деце |
| Мирјана Блашковић        |                     |
| Љубомир Ћипранић         | Човек са коњима     |
| Крстивоје Јоксимовић     | Дресер пса          |
| Иван Јонаш               | Човек у фабрици     |

### Остале улоге▼
| Глумац             | Улога            |
| ------------------ | ---------------- |
| Предраг Милинковић | Болничар         |
| Мило Мирановић     | Кондуктер у возу |
| Стеван Шалајић     | Лекар            |
| Радмила Савићевић  | Жена             |
| Рамиз Секић        | Шахиста          |
| Бранко Стефановић  |                  |
| Михајло Викторовић | Лекар            |
| Владан Живковић    | Физички радник   |